# 湟源県
湟源県（こうげん-けん）は中華人民共和国青海省西寧市に位置する県。

## 歴史
清の雍正5年（1727年）に丹噶爾城が築かれた。道光9年（1829年）に丹噶爾庁が設置された。民国2年（1913年）、丹噶爾庁から湟源県に改編された。

## 行政区画
- 鎮:城関鎮、大華鎮
- 郷:東峡郷、和平郷、波航郷、申中郷、巴燕郷、寺寨郷
- 民族郷:日月チベット族郷